# TWAIN
TWAIN(Standard for image acquisition devices, 트웨인)은 이미지 스캐너 및 디지털 카메라와 같은 디지털 이미징 장치인 하드웨어와 응용 프로그램인 소프트웨어 간의 통신을 규제하는 응용 프로그래밍 인터페이스(API) 및 통신 프로토콜이다.
TWAIN은 하드웨어 수준의 프로토콜은 아니다. 따라서 해당 장치들에 대해 컴퓨터가 이들을 인식하기 위해서 데이터 소스라는 드라이버가 별도로 필요하다.

## TWAIN 샘플 및 테스트
TWAIN 어플리케이션 공식 예제 소스코드는 깃 허브에서 TWAIN Working Group에 의해 MIT 라이선스로 배포되고있다.
샘플 TWAIN 어플리케이션은 가상 스캐너 에뮬레이터를 통해서 실제 스캐너를 설치하지 않고서도 테스트해볼 수 있다.

## 같이 보기
- ISIS(Image and Scanner Interface Specification)
- SANE
- WIA(Windows Image Acquisition)
- OSI 7 계층